# The Dethalbum

The Dethalbum est le premier album du groupe virtuel Dethklok de la série animée américaine Metalocalypse. Il est sorti le 25 septembre 2007. L'album contient les chansons entières de la série ainsi que d'anciennes chansons jamais parues jusqu'ici. Antonio Canobbio a contribué à la pochette de l'album.
La version deluxe de l'album contient un disque supplémentaire avec sept pistes bonus, la vidéo pour Bloodrocuted et le premier épisode de la saison 2. Un vinyle LP est aussi sorti avec les musiques bonus en juillet 2007.

## Liste des chansons présentes dans l'album
Toutes les chansons sont écrites et composées par Brendon Small.
| 1.    | Murmaider (de "Dethwater")                                                               | 3:24 |
| 2.    | Go into the Water (de "The Metalocalypse Has Begun")                                     | 4:20 |
| 3.    | Awaken (de "Dethtroll")                                                                  | 3:37 |
| 4.    | Bloodrocuted (Mentionnée dans "Dethfam")                                                 | 2:18 |
| 5.    | Go Forth and Die (from "Go Forth and Die")                                               | 4:22 |
| 6.    | Fansong (de "Mordland")                                                                  | 2:53 |
| 7.    | Better Metal Snake                                                                       | 3:27 |
| 8.    | The Lost Vikings                                                                         | 4:26 |
| 9.    | Thunderhorse (de "Dethwater")                                                            | 2:46 |
| 10.   | Briefcase Full of Guts (de "Murdering Outside the Box")                                  | 2:44 |
| 11.   | Birthday Dethday (de "Birthdayface")                                                     | 2:48 |
| 12.   | Hatredcopter (n'apparait pas dans la saison 1 & 2, apparait apres dans "RenovationKlok") | 2:56 |
| 13.   | Castratikron (de "Girlfriendklok")                                                       | 2:57 |
| 14.   | Face Fisted (N’apparaît pas dans la saison 1 & 2 ,apparaît après dans "TributeKlok")     | 4:17 |
| 15.   | Dethharmonic (de "Fatklok")                                                              | 4:31 |
| 16.   | Deththeme (Dans tous les episode; hidden track)                                          | 0:34 |
| 17.   | Go into the Water (Gulf Danzig Remix; vinyl edition bonus track)                         | 4:20 |
| 52:23 |                                                                                          |      |